# Пиетрабруна
Пиетрабру̀на (на италиански: Pietrabruna; на лигурски: Priabrùna, Приабруна) е село и община в Северна Италия, провинция Империя, регион Лигурия. Разположено е на 400 m надморска височина. Населението на общината е 537 души (към 2011 г.).